# أنا المجنون (فلم)
أنا المجنون فيلم دراما مصري من إنتاج عام 1981، من إخراج نيازي مصطفى، وبطولة: نادية الجندي , فريد شوقي , عادل أدهم ,مجدي وهبة , أحمد عدوية , أحمد عبد الوارث.

## قصة الفيلم
يدخل (حسان) مستشفى الأمراض العقلية مدعيًا الجنون بعد أن قام بسرقة محل مجوهرات، تقوم (نعيمة) بزيارته مدعيةً أنها شقيقته ،وتخبر (آدم) رئيس الممرضين أنها مضطرة للعمل كراقصة لتسدد ديونها لدى طليقها (حامد ) صاحب الملهى ، فيعرض عليها (آدم) الزواج فتوافق. وعلى الجهة الأخرى تثبت تقارير طبية أن (حسان) يتظاهر بالجنون فيهرب بمساعدة (آدم)، وتتمكن (نعيمة) من الحصول على حقيبة المجوهرات وتهرب وتبدأ مطاردات الجميع لها.

## وصلات خارجية
- صفحة الفيلم على موقع السينما